# Blacus varius
Blacus varius är en stekelart som beskrevs av Haeselbarth 1973. Blacus varius ingår i släktet Blacus och familjen bracksteklar. Inga underarter finns listade.